# Daowang
Król Dao z dynastii Zhou (chiński: 周悼王; pinyin: Zhōu Dào Wáng) – dwudziesty piąty władca tej dynastii i trzynasty ze wschodniej linii dynastii Zhou. Rządził w roku 520. Jego następcą został jego brat, Jingwang.